# 青灰叶下珠
青灰叶下珠（学名：Phyllanthus glaucus），为大戟科叶下珠属下的一个植物种。